# بازتاب

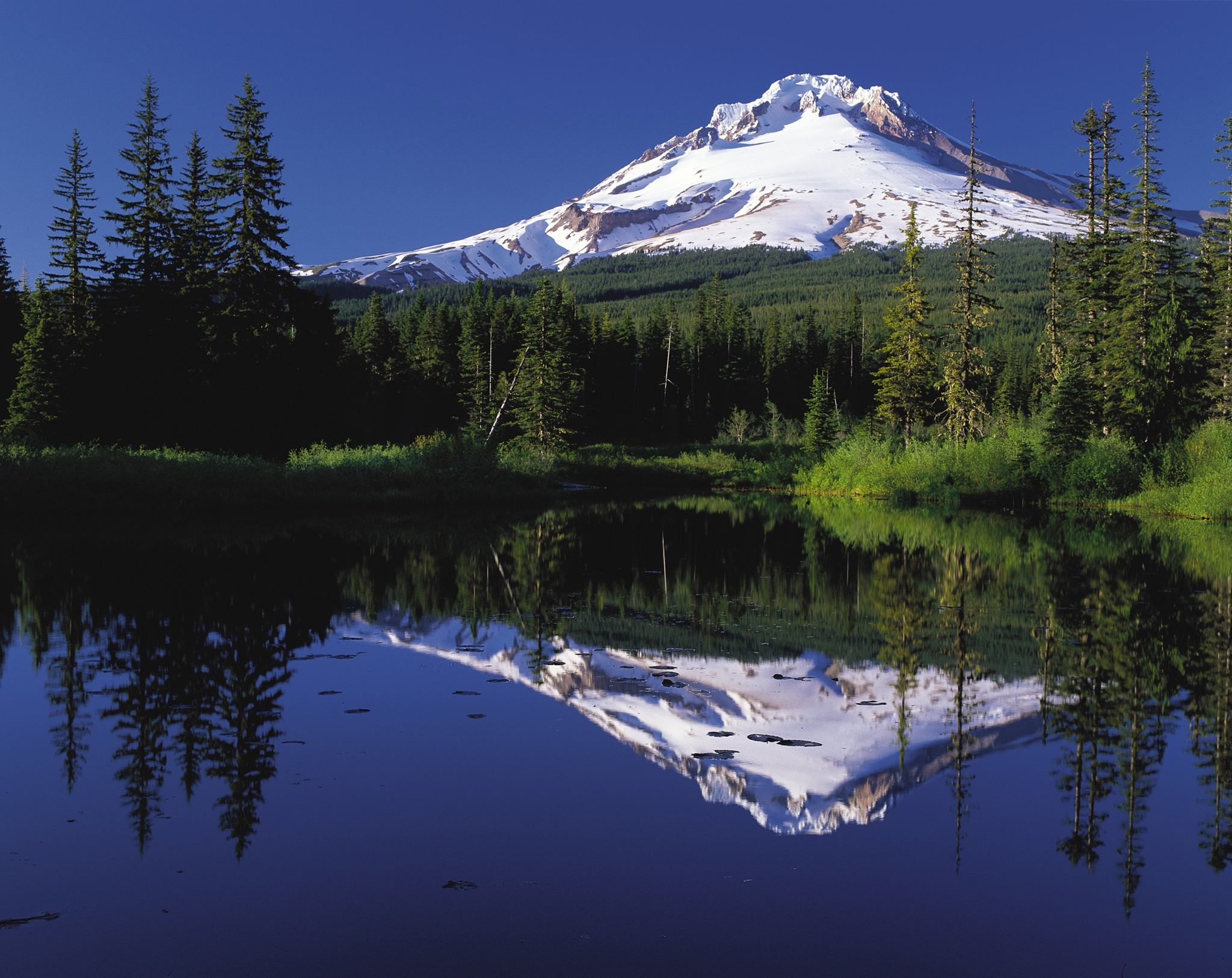
انعکاس کوه هود در دریاچه آینه (Mirror Lake)

بازتاب یا اِنعِکاس (به انگلیسی: Reflection) عبارت است از تغییر مسیر نور پس از برخورد با یک شیء. قانون بازتاب می‌گوید اگر روی نقطهٔ بازتاب، خطی عمود بکشیم، زاویهٔ تابش با بازتابش برابر خواهد بود. این قانون را با اصل کمترین زمان (اصل فرما) نیز می‌شود اثبات کرد.

## بررسی

قسمتی از نوری که به سطح مشترک دو محیط تابیده می‌شود، بازتاب می‌یابد و قسمتی دیگر از آن عبور می‌کند و وارد محیط دوم می‌شود. میزان انتقال و بازتاب به عوامل زیر بستگی دارد:
- زاویه تابش
- پولاریزاسیون موج
- پارامترهای دو محیط

اگر موج تابش با زاویهٔ θi نسبت به خط عمود بر سطح مشترک دو محیط بتابد. بر اساس قانون اسنل موج منعکس‌شده با همین زاویه بازتابش می‌یابد.

## نگاره‌ها

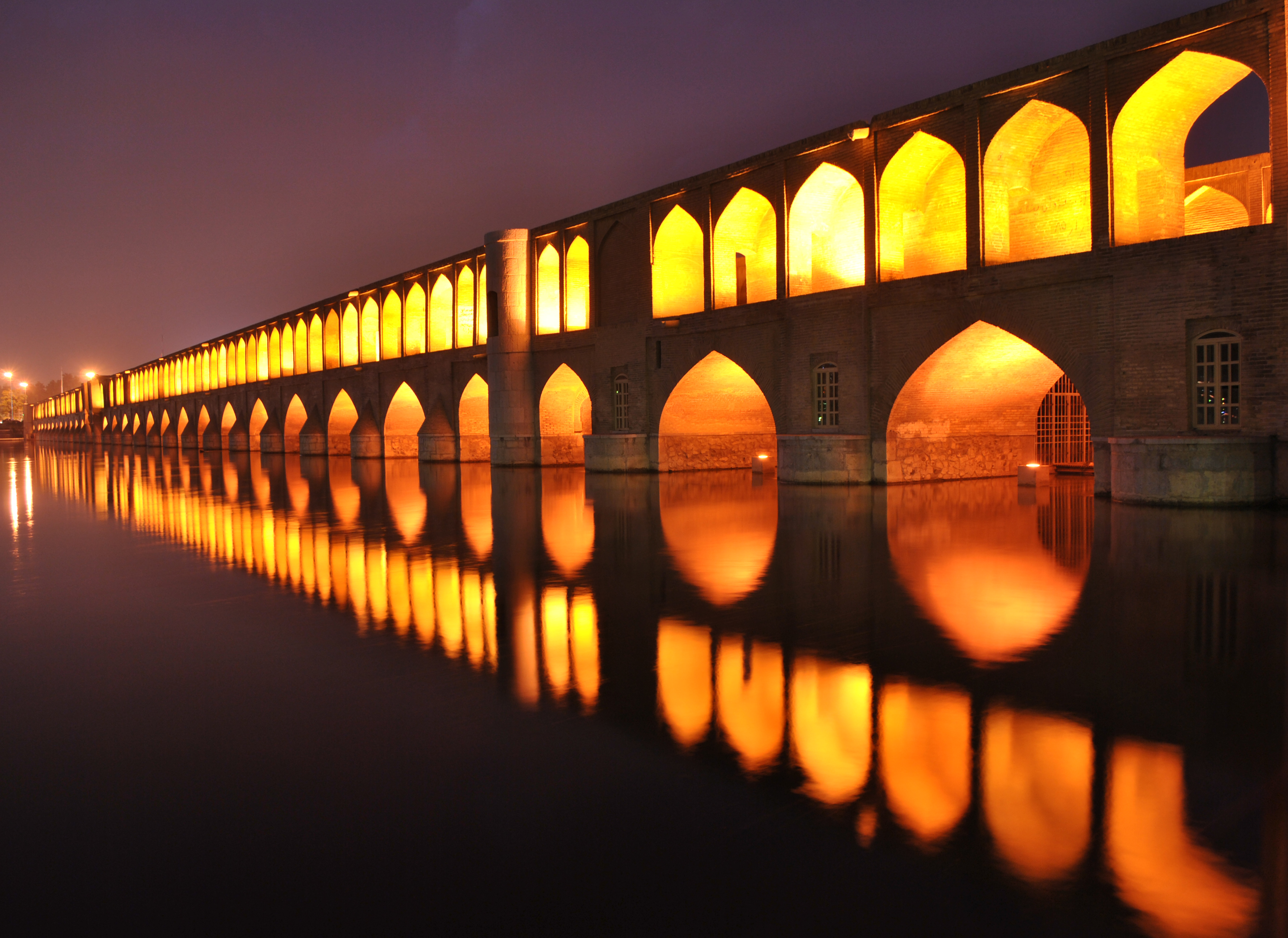
بازتاب سی‌وسه‌پل در آب
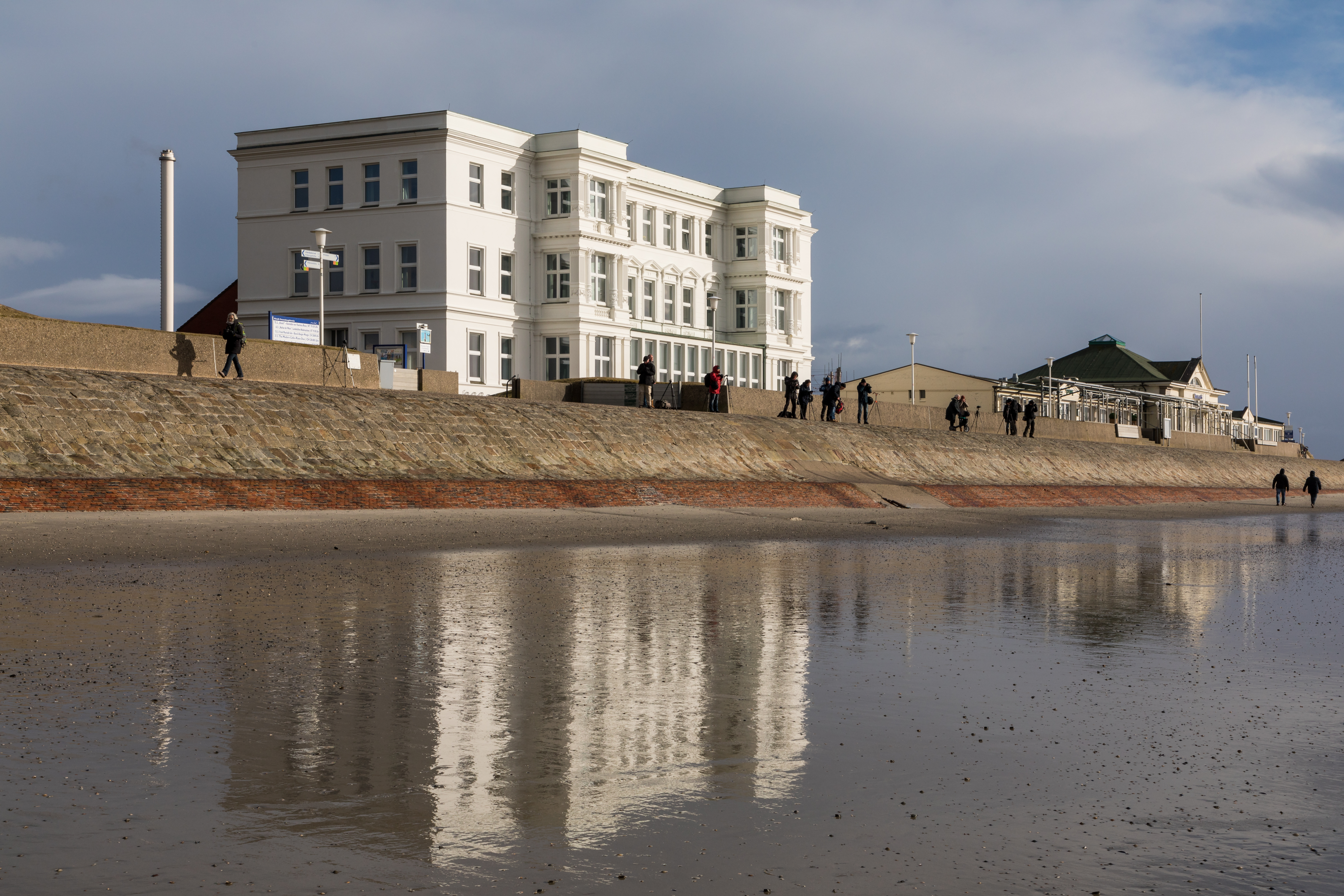
Norderney, Weststrand, Hotel
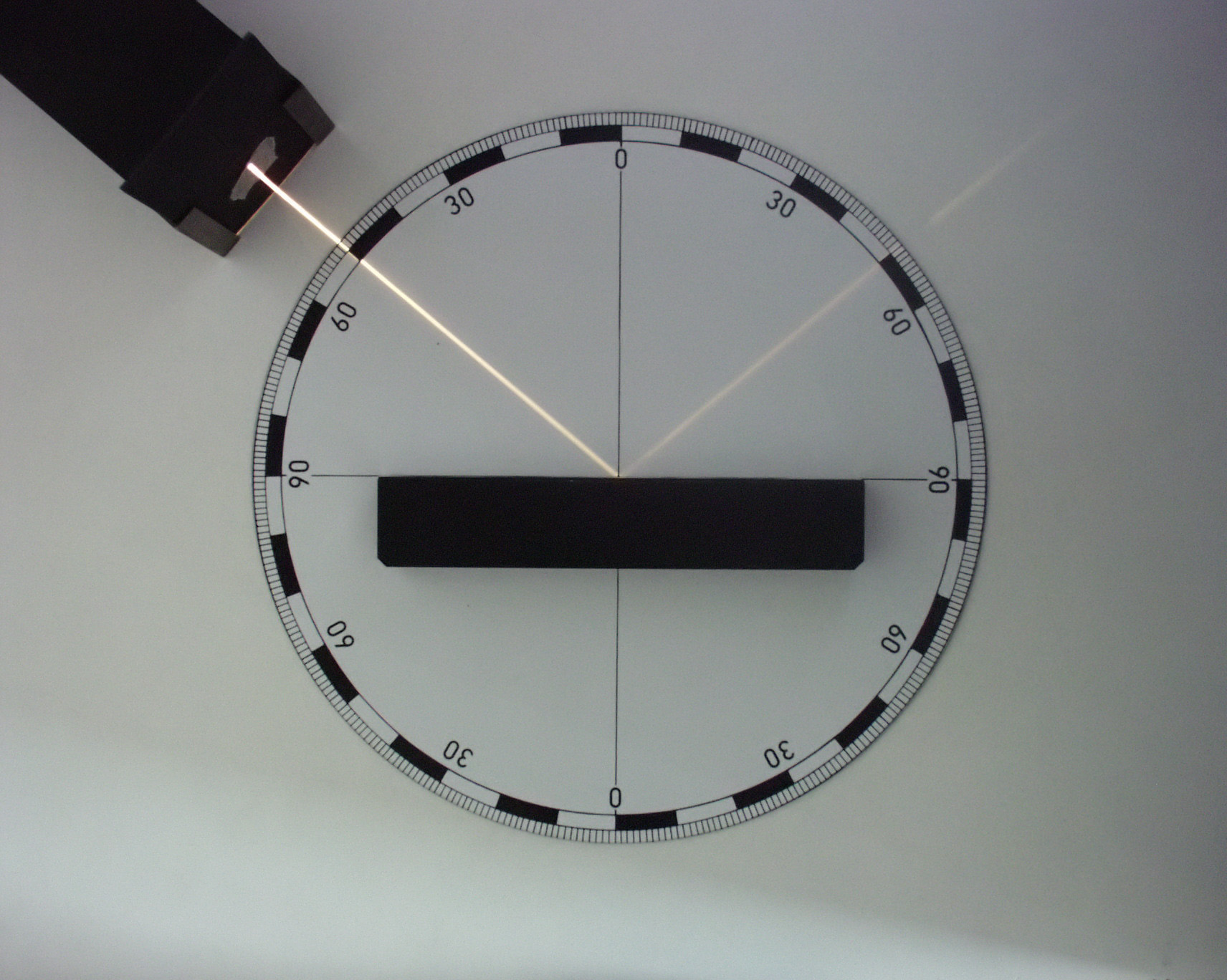
reflection
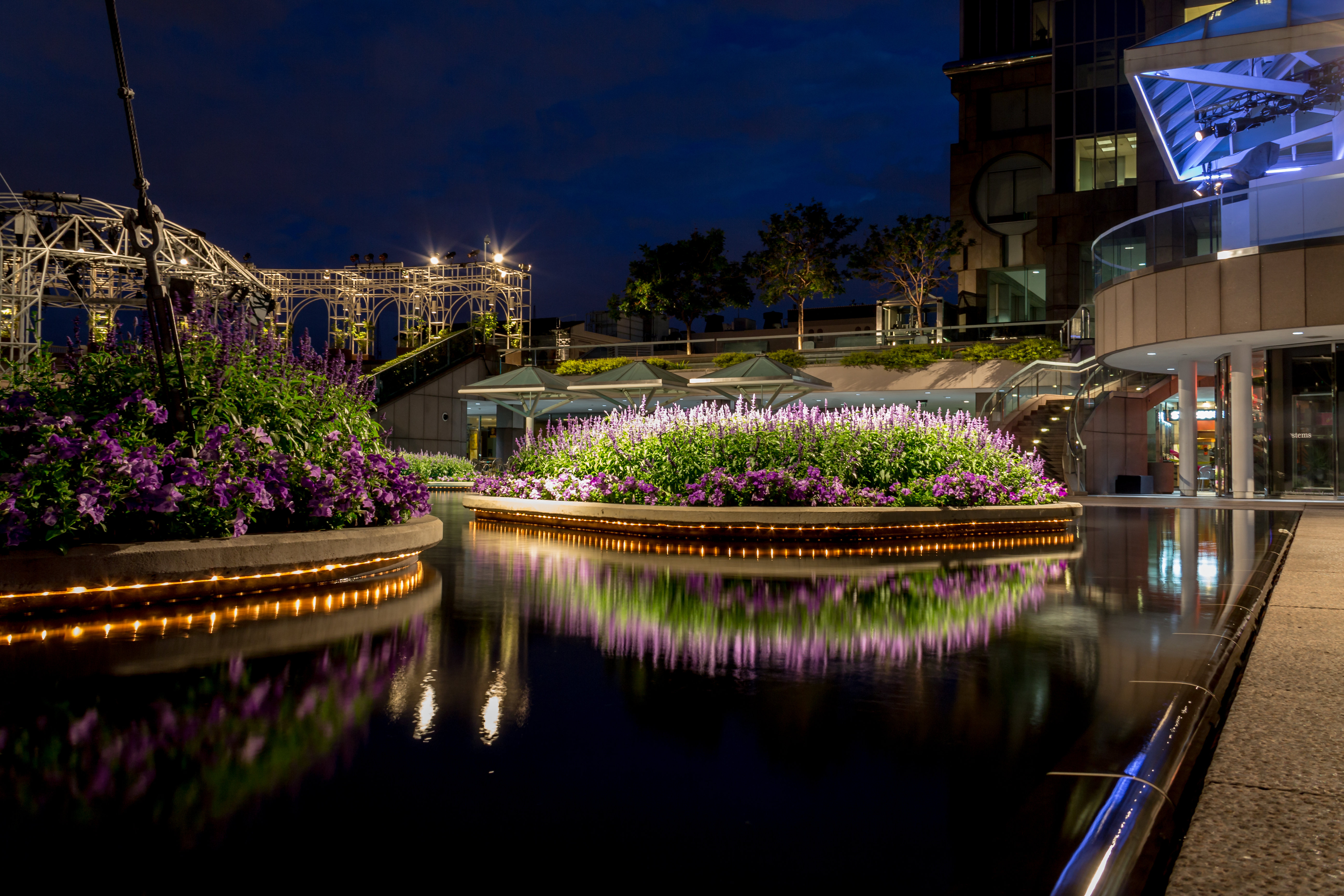
South Olive Street